# Minnie River
Der Minnie River ist ein Flussarm des Fitzroy River in der Region Kimberley im Norden des australischen Bundesstaates Western Australia.

## Geografie
Der Flussarm zweigt nördlich der Siedlung Udialla vom Hauptfluss ab und fließt etwa fünf Kilometer parallel zu diesem bis südlich der Siedlung Langey Crossing, wobei beide Flüsse den Great Northern Highway unterqueren, der Fitzroy River bei Willare Bridge Roadhouse und der Minnie River rund fünf Kilometer westlich davon. Der Fitzroy River beschreibt nördlich des Highways einen Haken nach Westen und nimmt den Minnie River südlich von Langey Crossing auf.

### Nebenflüsse mit Mündungshöhen
Der Fluss hat folgende Nebenflüsse:
- Manguel Creek – 13 m
- Cockatoo Creek – 11 m

### Durchflossene Seen
Der Minnie River durchfließt einen zu allen Jahreszeiten mit Wasser gefüllten Pool:
- Lulika Pool – 12 m